# Alto Reno (Italia)
L'Alto Reno (Èlt Raggn in dialetto bolognese montano alto) è un territorio che si sviluppa nell'estremo sud della Provincia di Bologna sull'Appennino bolognese ed in parte nella Montagna pistoiese in Provincia di Pistoia, lungo il corso del fiume Reno e dei suoi affluenti.
Con questo termine si intende però meglio descrivere il territorio costituito all'incirca dai Comuni di Alto Reno Terme, Castel di Casio, Gaggio Montano e Lizzano in Belvedere.
La superficie complessiva di quest'area, così composta,  è di 265,21 km2 e una popolazione di 17.906 abitanti (al 2008).
Il comprensorio ha una naturale vocazione turistica testimoniata dalla presenza di numerose attrazioni come la stazione sciistica del Corno alle Scale, le Terme a Porretta, il Lago di Suviana, boschi rigogliosi, numerosi sentieri CAI, tutto testimoniato dalla presenza di due Parchi regionali il Parco regionale del Corno alle Scale e il Parco regionale dei laghi Suviana e Brasimone.

## Identità
L'identità dell'Alto Reno come territorio omogeneo e integrato è testimoniata anche da un dibattito amministrativo che punta ad una riorganizzazione territoriale in un'unica entità Comunale. Già nella seconda metà del ‘900 ci sono stati tentativi di unificare i Comuni di Porretta Terme e Castel di Casio, i tentativi (non andati a buon fine) sono poi proseguiti con l'istituzione di un ufficio tecnico sovra comunale fra i comuni di Porretta Terme, Castel di Casio e Gaggio Montano che però nel 2007 è stato chiuso.
Nel corso degli anni si sono costituiti numerosi Comitati che proponevano la fusione delle cinque entità amministrative, senza però riuscire a raggiungere il risultato.
Nel 2009 si è dato vita all'Unione dell'Alto Reno che comprendeva quattro comuni dell'area: Camugnano, Granaglione, Lizzano in Belvedere e Porretta Terme.
Il processo di integrazione amministrativa è continuato con l'indizione di un referendum sulla Fusione fra i Comuni di Porretta Terme e di Granaglione e la costituzione di un unico Comune, tenuto domenica 11 ottobre 2015. Il quesito referendario inoltre stabilisce quale dovrebbe essere il nome dell'eventuale nuovo Comune facendo scegliere i cittadini fra tre nomi indicati: Acque Alte, Alto Reno Terme e Granaglione Porretta Terme.
L'appartenenza a questo territorio come regione identitaria si riscontra però nel nome di numerose attività come il Sistema Museale Alto Reno, l'Associazione Medici Alto Reno, la Banca di Credito Cooperativo dell'Alto Reno e numerose attività commerciali che a questa identità fanno riferimento. Il 1º gennaio 2016, a seguito del referendum, i Comuni di Porretta Terme e Granaglione si sono fusi dando vita al nuovo Comune di Alto Reno Terme.